# Spirinchus lanceolatus
Espèce
Shishamo (柳葉魚, shishamo, ou sisyamo, littéralement « poisson feuille de saule ») est le nom vernaculaire japonais du Spirinchus lanceolatus, un éperlan de mer d'environ 15 cm de long. Il est fin et sa forme rappelle une feuille de saule ; il est généralement sombre sur le dos et blanc/argent sur le ventre. Vivant dans le nord-ouest de l'océan Pacifique, il est particulièrement présent au sud-est de Hokkaidō.
Il fait partie des ingrédients des cuisines japonaise et taïwanaise ; consommé grillé ou frit (parfois avec ses œufs) au Japon, il fait partie des aliments vendus dans les marchés de nuit à Taïwan, où il est consommé frit.
Le nom vernaculaire japonais est dérivé de son nom en aïnou, susam, dont l'étymologie supposée viendrait de la concaténation des termes susu (saule) et ham (feuille), d'où son nom en kanji (jukujikun, quand les caractères n'ont pas de relations avec la prononciation).

## Biologie
Les shishamo sont anadromes. Les adultes remontent des eaux côtières vers les cours des rivières de la côte Pacifique de Hokkaidō pour pondre au début de l'hiver, à une distance comprise entre 3 et 9 km de l'estuaire. Les larves descendent, portées par les eaux des fontes des neiges, puis deviennent matures au bout de 2 à 3 années passées dans l'océan.